# 内山敬三郎

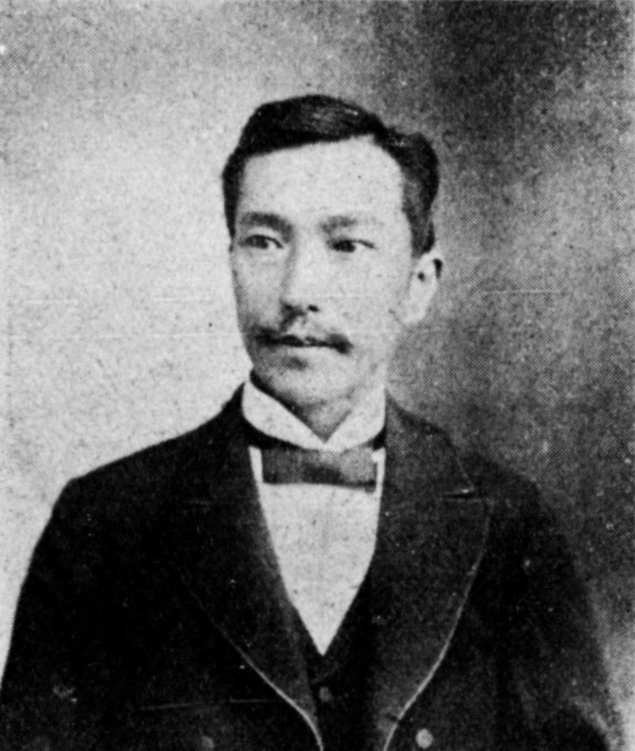
内山敬三郎

内山 敬三郎（うちやま けいざぶろう、1863年9月19日（文久3年8月7日） - 1939年（昭和14年）10月8日）は、明治から昭和時代前期の政治家、実業家、銀行家。衆議院議員（2期）。

## 経歴
相模国鎌倉郡戸塚村（神奈川県鎌倉郡戸塚町 (神奈川県)を経て現横浜市戸塚区）に生まれる。内山市平の二男。神奈川県師範学校、三菱商業学校を経て、山下町のバラ塾に学んだ。ブラウン商会に入社し輸入部主任を務めたのち、1889年（明治22年）太田町6丁目に貿易商内山商会を創立した。1899年（明治32年）11月、戸塚銀行を設立し頭取に就任した。ほか、横須賀商業銀行頭取、横須賀電燈瓦斯会社、相武電力会社各社長、東京動産火災保険会社などの創業に関与した。
1902年（明治35年）8月の第7回衆議院議員総選挙では神奈川県郡部から立憲政友会所属で出馬し当選。つづく第8回総選挙でも当選し、衆議院議員を2期務めた。